# Lijst van voetbalinterlands Malediven - Vietnam
Deze lijst van voetbalinterlands is een overzicht van alle officiële voetbalwedstrijden tussen de nationale teams van de Malediven en Vietnam. De landen hebben tot nu toe twee keer tegen elkaar gespeeld. De eerste ontmoeting, een kwalificatiewedstrijd voor het Wereldkampioenschap voetbal 2006, werd gespeeld in Hanoi op 18 februari 2004. Het laatste duel, de returnwedstrijd in dezelfde kwalificatiereeks, vond plaats op 13 oktober 2004 in Malé.

## Wedstrijden
| № | Plaats | Datum            | Competitie           | Wedstrijd           | Uitslag |
| - | ------ | ---------------- | -------------------- | ------------------- | ------- |
| 1 | Hanoi  | 18 februari 2004 | WK 2006 kwalificatie | Vietnam − Malediven | 4 − 0   |
| 2 | Malé   | 13 oktober 2004  | WK 2006 kwalificatie | Malediven − Vietnam | 3 − 0   |

## Samenvatting
| Competitie      | Totaal gespeeld | Winst Malediven | Gelijk | Winst Vietnam | Doelsaldo Malediven – Vietnam |
| --------------- | --------------- | --------------- | ------ | ------------- | ----------------------------- |
| WK-kwalificatie | 2               | 1               | 0      | 1             | 3 − 4                         |
| Totaal          | 2               | 1               | 0      | 1             | 3 − 4                         |

FAM · A-internationals · Maldivisch vrouwenelftal
1980 - 1989 · 
1990 - 1999 · 
2000 – 2009 · 
2010 – 2019 ·
2020 − 2029
Afghanistan ·
Bahrein ·
Bangladesh ·
Bhutan ·
Brunei ·
Cambodja ·
China ·
Comoren ·
Filipijnen ·
Guam ·
Hongkong ·
India ·
Indonesië ·
Iran ·
Jemen ·
Kirgizië ·
Laos ·
Libanon ·
Maleisië ·
Mauritius ·
Mongolië ·
Myanmar ·
Nepal ·
Oezbekistan ·
Oman ·
Pakistan ·
Palestina ·
Qatar ·
Seychellen ·
Singapore ·
Sri Lanka ·
Syrië ·
Tadzjikistan ·
Thailand ·
Turkmenistan ·
Vietnam ·
Zuid-Korea
VFF · 
A-internationals · 
Vietnamees vrouwenelftal
1991 – 1999 ·
2000 – 2009 ·
2010 – 2019 ·
2020 − 2029
Afghanistan ·
Albanië ·
Australië ·
Bahrein · 
Bangladesh · 
Bosnië en Herzegovina · 
Cambodja · 
China · 
Curaçao ·
Estland · 
Filipijnen · 
Guam · 
Guinee ·
Hongkong · 
India · 
Indonesië · 
Irak ·
Iran · 
Jamaica · 
Japan ·
Jemen · 
Jordanië ·
Kazachstan · 
Kirgizië ·
Koeweit · 
Laos · 
Libanon · 
Macau · 
Malediven · 
Maleisië · 
Mongolië · 
Mozambique ·
Myanmar · 
Nepal · 
Noord-Korea ·
Oezbekistan · 
Oman · 
Palestina ·
Qatar ·
Rusland ·
Saoedi-Arabië · 
Singapore · 
Sri Lanka · 
Syrië · 
Tadzjikistan · 
Taiwan · 
Thailand · 
Turkmenistan · 
Verenigde Arabische Emiraten · 
Zimbabwe · 
Zuid-Korea